# 南庙宫
南庙宫，位于山西省晋城市陵川县潞城镇东掌村，是中华人民共和国山西省文物保护单位之一。
2004年6月10日，授予山西省文物保护单位，是一座古建筑。